# Озерська (Калузька область)
Озерська (рос. Озерская) — присілок в Жиздринському районі Калузької області Російської Федерації.
Населення становить 28 осіб. Входить до складу муніципального утворення Село Радгосп Колективізатор.

## Історія
Від 2004 року входить до складу муніципального утворення Село Радгосп Колективізатор

## Населення
1. Н/Д[2]